# ابنر تیشیرا
ابنر تیشیرا (پرتغالی: Abner Teixeira؛ زادهٔ ۱۰ سپتامبر ۱۹۹۶)  بوکسور اهل برزیل است.
وی در مسابقات کشوری و بین‌المللی در مجموع برندهٔ ۲ مدال برنز شده‌است.